# Чернов, Александр Абрамович
Алекса́ндр Абра́мович Черно́в (настоящая фамилия Пэн; 7 ноября 1917, Петроград — 5 мая 1971, Ленинград) — советский композитор, музыковед и педагог.

## Биография
Окончил химический факультет Ленинградского университета (1939), во время Великой Отечественной войны служил в Советской армии на Дальнем Востоке. После демобилизации окончил класс композиции Ленинградской консерваторию (1950), ученик Максимилиана Штейнберга и Бориса Арапова. Взял в качестве псевдонима фамилию своего тестя, композитора Михаила Чернова.
Автор оперы «Кирилл Извеков» (по роману К. А. Федина «Первые радости»), симфонической поэмы «Данко», нескольких балетов, в том числе «Икар» (в соавторстве с Валерием Арзумановым, поставлен Борисом Эйфманом), оперетт «Улица белых ночей» (1953) и «Жили три студента» (1961, совместно с А. П. Петровым), кантат, камерно-инструментальных сочинений, романсов и песен, в том числе вокального цикла на стихи Жака Превера (записан Эдуардом Хилем в сопровождении автора), музыки к кинофильмам «Планета бурь», 1961, «Луна» и др.
Автор книги «Исаак Осипович Дунаевский», ряда публицистических статей о современной музыке, в том числе джазовой.
Преподавал композицию в Ленинградской консерватории — среди его учеников, в частности, Владимир Мигуля и Станислав Важов.

## Творчество
- Соч. 1: 1945 — Романсы на слова Г. Гейне для голоса и фортепиано: «Между тем, как я блуждая…» (пер. М. Мейснер), «Девица, стоя у моря…» (пер. Ю. Тынянова)
- Соч. 2: 1946 — Вариации для струнного квартета
- Соч. 3: 1947 — Соната для фортепиано в 3-х частях
- Соч. 4: 1948 — Музыка к инсценировке романа Бичер Стоу «Хижина дяди Тома». Спектакль Ленинградского ТЮЗа. Инсц. А. Бруштейн, реж. С. Димант
- Соч. 5: 1949 — Квартет № 1 для двух скрипок, альта и виолончели (1-я редакция)
- Соч. 6: 1949 — Музыка к инсценировке повести А. Пушкина «Дубровский». Спектакль Ленинградского ТЮЗа. Инсц. С. Зельцер и С. Диманта, реж. А. Брянцев и С. Димант
- Соч. 7: 1950 — Симфоническая поэма «Данко» (по М. Горькому)
- Соч. 8: 1950 — Музыка к пьесе Ю. Принцева «Всадник, скачущий впереди» Ленинградского ТЮЗа. Реж. Б. Зон
- Соч. 9: 1951 — Четыре романса для голоса и фортепиано: «У Пулковских высот» (сл. М. Дудина), «Трое» (сл. А. Софронова), «Задумались сады» (сл. С. Щипачёва), «О росе цветок мечтает» (сл. И. Гришашвпли)
- Соч. 10: 1951 — Музыка к пьесе Л. Браусевич «Золотые руки». Спектакль Ленинградского ТЮЗа. Реж. Б. Зон
- Соч. 11: 1951 — Музыка к пьесе Ц. Солодаря «Мальчик из Марселя». Спектакль Ленинградского ТЮЗа. Реж. Б. Зон
- Соч. 12: 1952 — Музыка к эстрадному представлению «После третьего звонка»
- Соч. 13: 1953 — Музыка к пьесе Ц. Солодаря «Записная книжка». Спектакль Ленинградского ТЮЗа. Реж. А. Брянцев и В. Горлов
- Соч. 14: 1953 — Музыка к пьесе И. Моторика и Е. Рысса «Строгие товарищи». Спектакль Ленинградского ТЮЗа. Реж. Г. Коганов
- Соч. 15: 1954 — Опера «Первые радости» (по К. Федину). Либретто собственное
- Соч. 16: 1955 — Музыка к инсценировке романа И. Островского «Как закалялась сталь». Ленинградского ТЮЗа. Реж. С. Димант
- Соч. 17: 1955 — Музыка к новогоднему празднику ёлки в Ленинградском Дворце пионеров им. А. А. Жданова
- Соч. 18: 1955 — Квартет № 2 для двух скрипок, альта и виолончели. Посвящается квартету им. Танеева
- Соч. 19: 1956 — Музыка к пьесе Л. Берлина и А. Гиттельсона «Белый тигр». Спектакль театра кукол под руководством Е. Деммени. Реж. Ю. Позняков
- Соч. 20: 1956 — Музыка к кинофильму «Навстречу песне». Леннаучфильм. Реж. М. Клигман
- Соч. 21: 1957 — Музыка к кинофильму «Маленькая история». Центрнаучфильм. Реж. Б. Эпштейн
- Соч. 22: 1957 — Музыка к кинофильму «Необычайный репортаж». Леннаучфильм. Реж. Л. Анци-Половский
- Соч. 23: 1957 — Эстрадные песни: «Не думай так» (сл. В. Скворцовой), «Радуга» (сл. М. Фрадкина), «Песенка о песенке» (сл. Дж. Родари), «Песня о простом парне» (сл. С. Давыдова), «Молодые голоса» (сл. Н. Глейзарова), «Нева» (сл. М. Фрадкина)
- Соч. 24: 1957 — Музыка к кинофильму «Художники-баталисты». Леннаучфильм. Реж. Н. Береснев
- Соч. 25: 1957 — Музыка к пьесе И. Прута «Князь Мстислав Удалой». Спектакль Лен. обл. театра драмы. Реж. Н. Лившиц
- Соч. 26: 1957 — Музыка к радиопостановке по рассказу А. Моравиа «Младенец». Реж. Б. Фрейндлих
- Соч. 27: 1957 — Кантата «Ровесники» для смешанного хора и оркестра (сл. С. Ботвинника)
- Соч. 28: 1958 — Музыка к пьесе К. Фехер «Мы тоже не ангелы». Спектакль Ленинградского театра комедии. Ред. Н. Лившиц
- Соч. 29: 1958 — Музыки к кинофильму «Художник Бродский». Леннаучфильм. Реж. Н. Левицкий
- Соч. 30: 1958 — Музыка к кинофильму «Чудесные мастера». Леннаучфильм. Реж. С. Заборовский
- Соч. 31: 1959 — Музыка к кинофильму «Тёмные люди». Центрнаучфильм. Реж. Б. Эпштейн
- Соч. 32: 1959 — Музыка к пьесе А. де Бенедетти «Доброй ночи, Патриция». Спектакль театра им. Ленсовета. Реж. Н. Райхштейн
- Соч. 33: 1959 — Музыка к кинофильму «Чудесное озеро». Леннаучфильм. Реж. В. Мельников
- Соч. 34: 1959 — Музыка к кинофильму «Гоголь в Петербурге». Леннаучфильм. Реж. Н. Береснев
- Соч. 35: 1959 — Музыка к кинофильму «Искусство реставрации». Леннаучфильм. Реж. Н. Береснев
- Соч. 36: 1959 — Поэма для симфонического оркестра «Посвящается писателям-антифашистам»
- Соч. 37: 1959 — Музыка к кинофильму «Божьи свидетели». Леннаучфильм. Реж. В. Мельников
- Соч. 38: 1959 — Музыка к эстрадному представлению «Путешествие за улыбку»
- Соч. 39: 1959 — Музыка к пьесе С. Нариньяни «Опасный возраст». театра им. Ленсовета. Реж. Н. Райхштейн
- Соч. 40: 1959 — Музыка к пьесе С. Гребенникова и Н. Добронравова «Колосок, волшебные усики». Спектакль Театра кукол под руководством Евг. Деммени. Реж. Ю. Позняков
- Соч. 41: 1959 — Музыка к кинофильму «Боевой карандаш». Леннаучфильм. Реж. М. Клигман
- Соч. 42: 1958-1960 — Оперетта «Улица белых ночей». Либретто А. Андреева и М. Фрадкина
- Соч. 43: 1961 — Вокальный цикл «Итальянские впечатления» для голоса и фортепиано (сл. Е. Гвоздева): «Чао, бамбино, чао» («Итальянский мальчишка»), «Итальянский сувенир»
- Соч. 44: 1961 — Оперетта «Жили три студента» (совместно с А. Петровым). Либретто А. Масленникова
- Соч. 45: 1961 — Музыка к кинофильму «Искусство живописи» (о художнике Сурикове). Леннаучфильм. Реж. В. Мельников
- Соч. 46: 1961 — Музыка к кинофильму «Кто делал игрушки». Леннаучфильм. Реж. В. Гранатман
- Соч. 47: 1961 — Вокальный цикл на сл. Ж. Превера для голоса и фортепиано: «Три спички», «Весна», «Чудеса из чудес», «Отче наш», «Красная лошадь», «Для тебя, любимая»
- Соч. 48: 1961 — Музыка к кинофильму «Ломоносов». Леннаучфильм. Реж. В. Мельников
- Соч. 49: 1961 — Музыка к кинофильму «Планета бурь». Леннаучфильм. Реж. П. Клушанцев
- Соч. 50: 1961 — Музыка к пьесе А. Татарского «Упрямые лучи». Ленинградского ТЮЗа. Реж. С. Димант
- Соч. 51: 1962 — Музыка к кинофильму «Кибальчич». Леннаучфильм. Реж. В. Мельников
- Соч. 52: 1962 — Музыка к пьесе И. Голосовского «Хочу верить». Спектакль театра им. Ленсовета. Реж. Н. Райхштейн
- Соч. 53: 1962 — Музыка к водевилю А. Вонди «Лев Гурыч Синичкин». Спектакль Ленинградского театра комедии. Реж. Н. Акимов
- Соч. 54: 1962 — Музыка к кинофильму «Наступление идёт». Леннаучфильм. Реж. В. Гранатман
- Соч. 55: 1963 — Балет «Икар». Либретто Ю. Казанцева
- Соч. 56: 1964 — Опера «Кирилл Извеков». 2-я редакция оперы «Первые радости»
- Соч. 57: 1965 — Триптих «Песни Земли» для меццо-сопрано и камерного оркестра (сл. собств.)
- Соч. 58: 1965 — Музыка к кинофильму «Луна». Леннаучфильм. Реж. П. Клушанцев
- Соч. 59: 1965 — Балет «Овод». Либретто И. Вельского
- Соч. 60: 1965 — Музыка к кинофильму «Серый в полоску». Леннаучфильм
- Соч. 61: 1965 — Музыка к кинофильму «Невский проспект». Леннаучфильм. Реж. С. Миллер
- Соч. 62: 1966 — Музыка к кинофильму «Друг Горького — Андреева». Леннаучфильм. Реж. С. Аранович
- Соч. 63: 1966-1967 — Балет «Оптимистическая трагедия» (совместно с Г.X. Хунгером). Либретто В. Пинцха
- Соч. 64: 1968 — Симфоническая сюита из балета «Овод»
- Соч. 65: 1968 — Музыка к кинофильму «Все дни такие». Леннаучфильм. Реж. Б. Генингс
- Соч. 66: 1967 — 1970 — Песни для голоса и фортепиано (сл. М. Наринского): «Город мой», «Человеку надо все успеть», «Мой город, ты меня прости», «Совесть», «Все дороги хороши»
- Соч. 67: 1969 — Кантата «Посвящение—70» для голоса и симфонического оркестра (сл. М. Наринского)
- Соч. 68: 1969 — Сюита «Поэма о комиссаре» из балета «Оптимистическая трагедия». Для симфонического оркестра
- Соч. 69: 1969 — Квартет № 1 для двух скрипок, альта и виолончели. 2-я редакция
- Соч. 70: 1969 — Музыка к кинофильму «Страница 100». Леннаучфильм. Реж. М. Клигман
- Соч. 71: 1970 — Балет «Икар» (совместно с В. Арзумановым). Либретто Б. Эйфмана
- Соч. 72: 1970 — Балет «Так решили в ауле» (совместно с Г.X. Хунгером). Либретто К. Гёрнера (по стихотворению Б. Брехта «Ковровщики»)